# Baby What You Want Me to Do

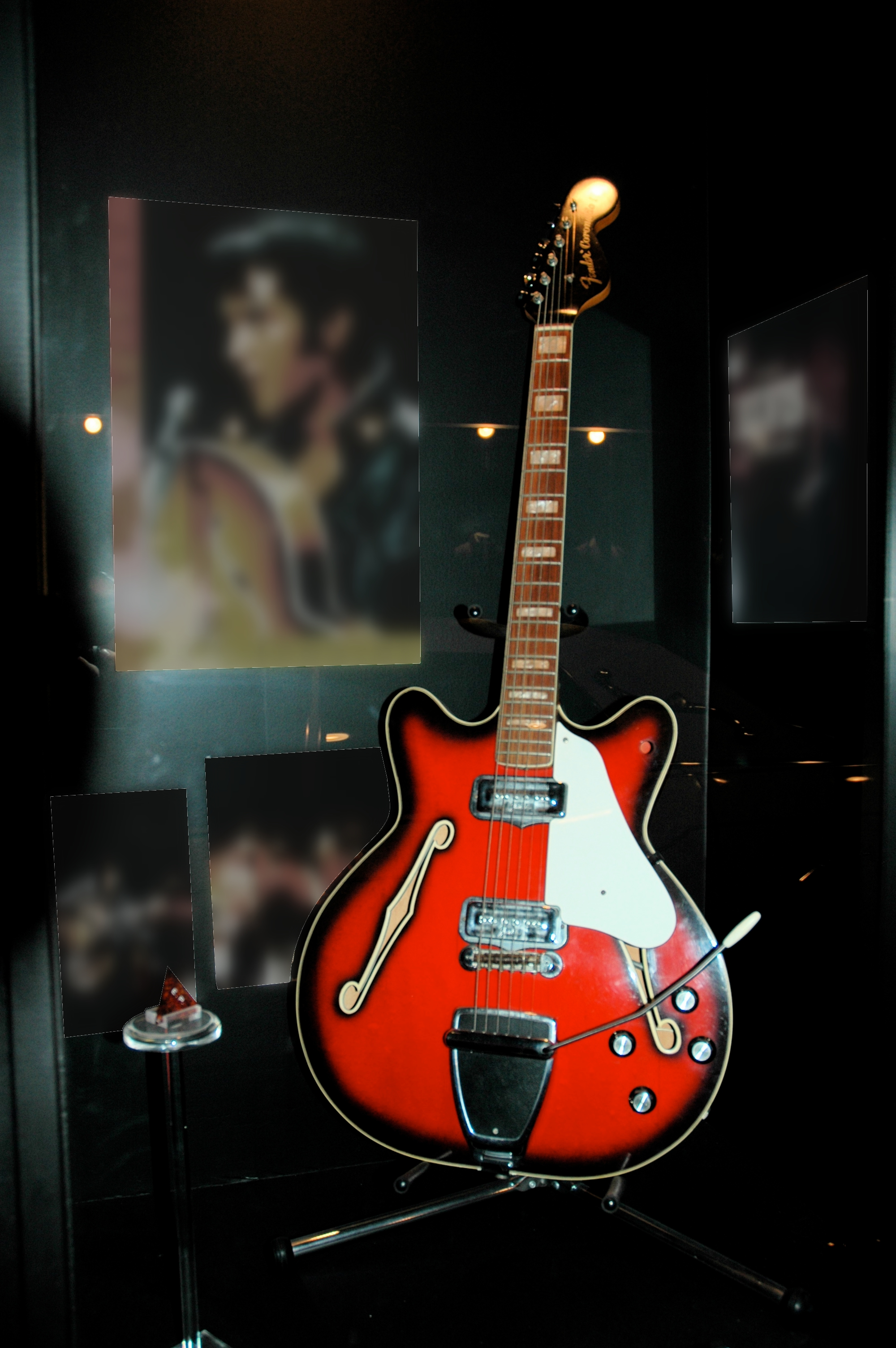
Guitarra usada por Elvis en algunas de las interpretaciones del tema "Baby what you want me to do"

Baby What You Want Me to Do (Lit. "Nena qué quieres que haga") a veces también llamado  "You Got Me Running" o "You Got Me Runnin'", es un blues escrito y grabado por Jimmy Reed en 1959. Elvis Presley lo interpretó en diversas ocasiones durante su especial televisivo de la NBC de 1968 conocido como 1968 come back special.

## Composición y grabación
La canción es un blues de medio tiempo en el tono de E que destaca un estilo lento y galopante de voz, guitarra y armónica. En 1959 una revisión del Billboard lo denominó "un dehinibido y pantanoso entregado en un estilo clásico". El crítico de música Cub Koda en cambio, lo calificó como "engañosamente simple".
Acompañando a Reed estaban su esposa Mary "Mama" Reed en armónica, Eddie Taylor y Lefty Bates en guitarras, Marcus Johnson en el bajo, y Earl Phillips en batería.
Jimmy Reed recibió el completo crédito por la canción, aunque el historiador de blues Gerard Herzhaftoints comentó "al igual que en casi todas las piezas de Reed y lo que los créditos oficiales sean, es una canción original de su esposa Mama Reed.

### La versión de Elvis Presley
Elvis Presley interpretó la canción en distintos segmentos de las grabaciones del especial televisivo de 1968 para la NBC. Durante el segmento de sentados, el cual es considerado un antecedente de los futuros MTV unpluggeds Elvis canta la canción acompañado de Socotty Moore y Charlie Hodge en guitarras acústicas, D.J. Fontana y Alan Fortas en percusión. El escritor y músico educador James Perone consideró esta versión como "particularmente notable por recordarle al público las raíces musicales de Blues y Rhtyhm Blues de Elvis".  Elvis incluyó esta canción en el álbum Elvis NBC TV Special y la canción también fue incluida y reeditada en tros álbumes de Elvis posteriormente.